# Ernst August Rudloff
Ernst August Rudloff (* 20. Juli 1712 in Magdeburg; † 12. Februar 1775 in Moisall) war ein mecklenburgischer Rechtswissenschaftler und Politiker.

## Leben
Ernst August Rudloff war Sohn des preußischen Kriegs- und Domänenrates Kilian Rudloff, der an der Kriegs- und Domänenkammer in Magdeburg tätig war. Rudloff studierte von 1727 bis 1731 Rechtswissenschaften an der Universität Halle, wo er zuletzt Repetitor der Grafen Heinrich IX. Reuß und Karl Friedrich von Stolberg war. Von 1731 bis 1732 studierte er an der Universität Wittenberg und hörte bei seinem Verwandten Augustin Leyser, mit dem er in einem freundschaftlichen, gelehrtem Briefwechsel blieb. Auf Empfehlung des hannoverschen Oberappellationsgerichtsrats Friedrich Wilhelm von Leyser wurde er Hofmeister für die Brüder Joachim Werner und Detlev von Bülow aus Gudow im Herzogtum Lauenburg und freundete sich mit deren zweitem Vormund, dem Landrat Barthold Dietrich von Negendank auf Zierow an. Auf diesem Wege geriet er in Kontakt mit dem ritterschaftlichen Interesse im Kampf der mecklenburgischen Stände gegen Herzog Karl Leopold von Mecklenburg und fand eine Stelle im ritterschaftlichen Archiv in Rostock. Bis 1748 stieg er in ständischen Ämtern bis zum Landsyndicus der mecklenburgischen Ritterschaft auf, für die er vorher schon als Rechtsvertreter in Gerichtsverfahren tätig gewesen war. Rudloff hatte sich an der Universität Rostock immatrikuliert, um dort unter Ernst Johann Friedrich Mantzel zu promovieren. Herzog Karl Leopold untersagte der Juristischen Fakultät in Rostock jedoch die Promotion Rudloffs aus Verärgerung über sein Eintreten für die Positionen der Mecklenburgischen Ritterschaft, so dass er an die Universität Greifswald ausweichen musste, wo er bei Augustin von Balthasar 1741 zum Dr. beider Rechte promoviert wurde.
Nachdem sich die mecklenburgische Ritterschaft unter Herzog Christian Ludwig II. gegen das Herzoghaus durchsetzen konnte, versuchte der Minister Gottfried Rudolf von Ditmar Rudloff in die mecklenburgische Regierungsarbeit einzubeziehen und ernannte ihn am 3. Februar 1752 zum wirklichen Regierungsrat in Schwerin. Als Zugeständnis wurde ihm gestattet seinen Wohnsitz in Rostock, wo er ein größeres Anwesen erworben hatte, beizubehalten. Er erwarb jedoch das Gut Moisall bei Bützow auf halbem Wege zwischen Rostock und Schwerin. 1754 war er als Kommissionsmitglied beim „Convocations-Landtag“ in Rostock an den Vorarbeiten zum Landesgrundgesetzlichen Erbvergleich beteiligt. Am 18. Oktober 1755 erhielt er den Auftrag das darin versprochene „Mecklenburgsche Landrecht“ sowie eine Prozessordnung zu entwerfen und die Erlaubnis, diese Arbeiten vollständig in Moisall zu erledigen. Der Siebenjährige Krieg verzögerte die Fertigstellung, so dass bis zu seinem Tode nur vier Teile und zwei Bücher der auf sechs Teile angelegten Gesetzeskodifikation fertig gestellt waren.
Sein Nachlass liegt im Landeshauptarchiv Schwerin. Seine große juristische und historische Bibliothek wurde 1776 in Bützow versteigert.

## Familie
Rudloff heiratete am 12. Januar 1742 Anna Ilsabe Prehn († 23. November 1788) Tochter des Rostocker Ratsherrn Wilhelm Prehn (1668–1751). Sie hatten neun Kinder, von denen ihn zwei Söhne überlebten: der Rechtswissenschaftler und spätere hannoversche Archivar und Kanzleijurist Wilhelm August Rudloff und der Historiker Friedrich August von Rudloff. Eine Tochter heiratete den späteren mecklenburgischen Hofrat Faull in Schwerin und war die Mutter von Peter Friedrich Rudolf Faull.